# Oselver
En oselver eller oselvar er en lille robåd i træ, der traditionelt er blevet fremstillet og brugt langs vestkysten af Norge. Oselevere er klinkbyggede med tynde, meget brede planker. Stort set alle dele af oselvere er fremstillet af fyrretræ, bortset fra kølen, der er fremstillet af egetræ.